# 贝尔纳·莫内罗
贝尔纳·莫内罗（法語：Bernard Monnereau，1935年9月18日—2019年8月24日），法国男子赛艇运动员。他曾代表法国参加世界赛艇锦标赛，获得一枚金牌。他也曾参加1960年和1964年夏季奥运会。